# Cantone di Pernes-les-Fontaines
Il Cantone di Pernes-les-Fontaines è una divisione amministrativa dell'arrondissement di Carpentras.
A seguito della riforma complessiva dei cantoni del 2014 è passato da 6 a 21 comuni.

## Composizione
Prima della riforma del 2014 comprendeva i comuni di:
- Le Beaucet
- Pernes-les-Fontaines
- La Roque-sur-Pernes
- Saint-Didier
- Velleron
- Venasque

Dal 2015 comprende i comuni di:
- Aurel
- Le Beaucet
- Bédoin
- Blauvac
- Crillon-le-Brave
- Flassan
- Malemort-du-Comtat
- Mazan
- Méthamis
- Modène
- Monieux
- Mormoiron
- Pernes-les-Fontaines
- La Roque-sur-Pernes
- Saint-Christol
- Saint-Didier
- Saint-Pierre-de-Vassols
- Saint-Trinit
- Sault
- Venasque
- Villes-sur-Auzon